# Léal Souvenir
Léal Souvenir, Timoteu o Retrato de un joven es una pequeña tabla de roble al óleo de 1432 del pintor primitivo flamenco Jan van Eyck. El personaje no ha sido identificado, pero sus características sugieren que se trata de una persona histórica más que de un ideal hipotético, habitual en el Renacimiento nórdico contemporáneo al retrato; hay una contradicción entre su apariencia modesta y la expresión engañosamente sofisticada. Por las características del modelo se ha descrito como "sencillo y rústico", pero, está como reflexivo e introspectivo. Un número de historiadores de arte han detectado un aire funesto en su expresión, quizás como el historiador del arte Erwin Panofsky sugiere, el personaje sufre de "soledad". El cuadro fue adquirido el 1857 por The National Gallery, donde se encuentra en exhibición permanente.
El retrato se encuentra dentro de una imitación de parapeto en grisalla que contiene tres capas de inscripciones pintadas, cada una representada como cincelado en piedra. Van Eyck no tenía dominio ni de griego clásico ni de latín, y cometió errores, así que las lecturas de los estudiosos modernos están divididas. La primera inscripción está en griego y parece decir:: "TYΜ.ωΘΕΟC", un texto que no ha sido satisfactoriamente interpretado pero se ha dilucidado que el título de la obra pudo ser Timotheus. El texto del medio está en francés: "Léal Souvenir" (Recuerdo Leal) e indica que el retrato es conmemorativo y se completó después de la muerte del hombre tal vez como un epitafio. La tercera es la firma de Van Eyck y la fecha de ejecución a modo de texto legal, incitando que el hombre estaba relacionado en la profesión. « Actu[m] an[n]o d[omi]ni.1432.10.die ocobris.a.ioh[anne] de Eyck» (« Hecho en en año del señor 1432, el día 10 de octubre, por Jan van Eyck »)
El hombre retratado pudiera estar relacionado con el duque de Borgoña Felipe el Bueno, y quizá pudo servir como modelo para una figura de la antigüedad. El historiador de arte del siglo XIX Hippolyte Fierens Gevaert por la inscripción "TYΜ.ωΘΕΟC" lo relacionó con el músico griego Timoteo de Mileto. Panofsky apuntó la misma conclusión, eliminando otros griegos llamados Timoteo de perfil religioso o militar, profesiones que no encajan con el vestido  del personaje. Panofsky creía que el hombre era probablemente un músico de alto rango en la corte de Felipe. Una investigación más reciente se centra en el aparente argot legal de las inscripciones, y favorece la idea que el hombre era un asesor legal de la corona.